# هاري بيرد (لاعب كرة قاعدة)
هاري بيرد (بالإنجليزية: Harry Byrd)‏ هو لاعب كرة قاعدة أمريكي، ولد في 3 فبراير 1925 في داريلنغتون (كارولاينا الجنوبية) في الولايات المتحدة، وتوفي في 14 مايو 1985 بسبب سرطان الرئة.

## وصلات خارجية
- هاري بيرد على موقعبيزبول رفرنس.كوم (الدوري الرئيسي) (الإنجليزية)
- هاري بيرد على موقع مشجعي الرسوم البيانية (الإنجليزية)